# Веласкес, Франк
Франсиско Эрнандо Веласкес Энрикес (исп. Francisco Hernando Velásquez Henríquez; род. 12 февраля 1990, Барра-де-Сантьяго, Ауачапан) — сальвадорский игрок в пляжный футбол, нападающий. Выступает за сборную Сальвадора. Участник четырёх чемпионатов мира (2009, 2011, 2013, 2021). Лучший бомбардир в истории чемпионата КОНКАКАФ.

## Карьера в футболе
Родился в городе Барра-де-Сантьяго. Его отец Хуан Альберто Вельскес происходит из сельской местности департамента Ауачапан, мать — Жозефина Велескес (скончалась в 2020 году). Франк был девятым ребёнком в семье из 10 детей. Вместе с братьями помогал торговать морепродуктами на рынке Ауачапана или Кара Сусии.
Начал заниматься футболом в 10 лет под руководством Сальвадора Моратайи. Дебют в футболе состоялся в 2006 году в составе команды «Пало Пике» из «средней лиги». В возрасте 17 лет играл за команду «Хувентуд Кара Сусия». С 2008 по 2009 год защищал цвета команды «Депортиво Истапа» (второй дивизион Гватемалы), а с 2009 по 2010 год — за «Онсе Мунисипаль» (высшая лига Сальвадора). На поле Франк зачастую выступал под номером 11.
В 2012 году играл в четвёртом дивизионе за «Барра де Сантьяго». В августе 2018 году ненадолго вернулся в большой футбол, подписав контракт с «Хувентуд Кара Сусия» из третьего дивизиона Сальвадора. В первой игре за команду он отличился голом в ворота «Эспартано». В возрасте 30 лет в 2020 году присоединился к «Пуэнте Арсе», также из третьего дивизиона.

## Карьера в пляжном футболе
Начал играть в пляжный футбол в 2009 году. На первом же турнире вместе со своим клубом занял второе место в чемпионате Сальвадора и получил приз лучшего бомбардира. Успешная игра на клубном уровне способствовала его приглашению в стан национальной сборной Сальвадора по пляжному футболу. За сборную дебютировал в 2009 году при тренере Рудисе Галло.
Участвовал в восьми чемпионатах КОНКАКАФ (2009, 2010, 2013, 2015, 2019, 2019, 2021, 2023). Он трижды становился лучшим бомбардиром чемпионатов КОНКАКАФ в 2010 году (12 мячей), 2015 году (15 мячей) и 2021 (11 мячей). Является лучшим бомбардиром среди всех игроков чемпионата КОНКАКАФ за всю его историю, имея в активе 56 голов.
Дебют на чемпионате мира состоялся на турнире 2009 года в Дубае. На мундиале 2011 году в Равенне он вывел команду на четвёртое место, получив по итогам турнира «Бронзовая бутсу» (забив девять голов), «Бронзовый мяч» и приз за лучший гол. Успех на мировом первенстве открыл перед футболистом возможности продолжить карьеру в Европе, но из-за травмы, полученной спустя пару месяцев, он вынужден был заниматься восстановлением в течение года. После залечивания крестообразных связок, мениска и хрящевой ткани он вернулся в сборную для участия в мундиале 2013 года на Таити.
В 2016 году прекратил выступления в сборной и вернулся в её стан лишь спустя три года. Его последнее выступление на чемпионате мира датируется турниром 2021 года в Москве, где сальвадорцы не сумели выйти из группы. На мундиале Веласкес забил свой 100-й гол в футболке сальвадорской сборной, отправив мяч в ворота Беларуси. Веласкес является лучшим бомбардиром в истории Сальвадора на чемпионатах мира, имея в своём активе 18 голов.
На клубом уровне играл за «Барра де Сантьяго» (Сальвадор), «Сиэтл Саундерс» и «Флориду» (США), «Рому» и «Анхур Тренза» (Италия), «Алюмиос Сотело» (Испания) и «Леонес Индомаблс» (Коста-Рика).
По итогам 2021, 2022, 2023 годов включался в число 100 лучших игроков в пляжный футбол по версии Всемирной организации пляжного футбола.

## Достижения
Сборная
- Чемпион КОНКАКАФ: 2009, 2021
- Вице-чемпион КОНКАКАФ: 2010, 2013
- Бронзовый призёр чемпионата КОНКАКАФ: 2015, 2019, 2023
- Победитель Центральноамериканского кубка: 2014

Клубные
- Победитель Кубка американских чемпионов: 2023 (Барра де Сантьяго)[14]

Индивидуальные
- Бронзовая бутса чемпионата мира: 2011
- Бронзовый мяч чемпионата мира: 2011

- Лучший бомбардир чемпионата КОНКАКАФ: 2010, 2015, 2021
- Лучший игрок чемпионата КОНКАКАФ: 2010

- Лучший игрок чемпионата Сальвадора: 2023[15]
- Лучший бомбардир Центральноамериканского кубка: 2014[16]
- Лучший игрок Кубка Пилснера: 2013[17].